# Agriniou
L’Agriniou est une race de moutons domestiques originaires de Grèce. Elle est principalement élevée pour une production de lait.

## Présentation
L'Agriniou est une race ovine, originaire des plaines de l'Etoloakarnania (Étolie-Acarnanie), dans l'Ouest de la Grèce.
C'est un animal à la toison blanche, avec la tête présentant des taches noires aux oreilles, autour des yeux et le bout du museau. La race ne porte pas de cornes. Le bélier pèse en moyenne 72 kg pour une hauteur au garrot 76 cm. La brebis, légèrement plus petite, mesure 67 cm pour 58 kg. La femelle peut produire entre 120 et 150 kg de lait sur l'année.
Au début du XXIe siècle, la race est en danger d'extinction ; sa population ne s'élevant qu'à quelques centaines d'individus. Un travail de sauvegarde est entrepris et au début des années 2020, la population reproductrice se compose d'environ 1 000 à 1 500 individus,.
Des études génétiques sur la race ont permis de démontrer qu'elle a une origine proche de la Zakynthos, une autre race ovine originaire de l'Ouest de la Grèce.